# Macaranga meiophylla
Macaranga meiophylla là một loài thực vật có hoa trong họ Đại kích. Loài này được S.Moore mô tả khoa học đầu tiên năm 1921.